# Мастер чиф-петти-офицер Береговой охраны США

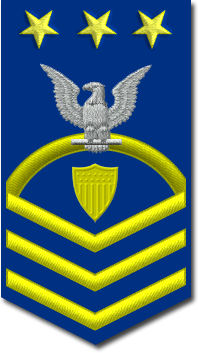
Нашивка мастер чиф-петти-офицера Береговой охраны США

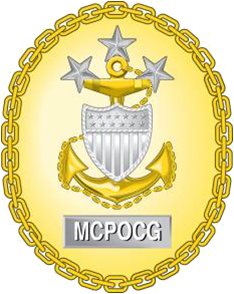
Знак мастер чиф-петти-офицера Береговой охраны США

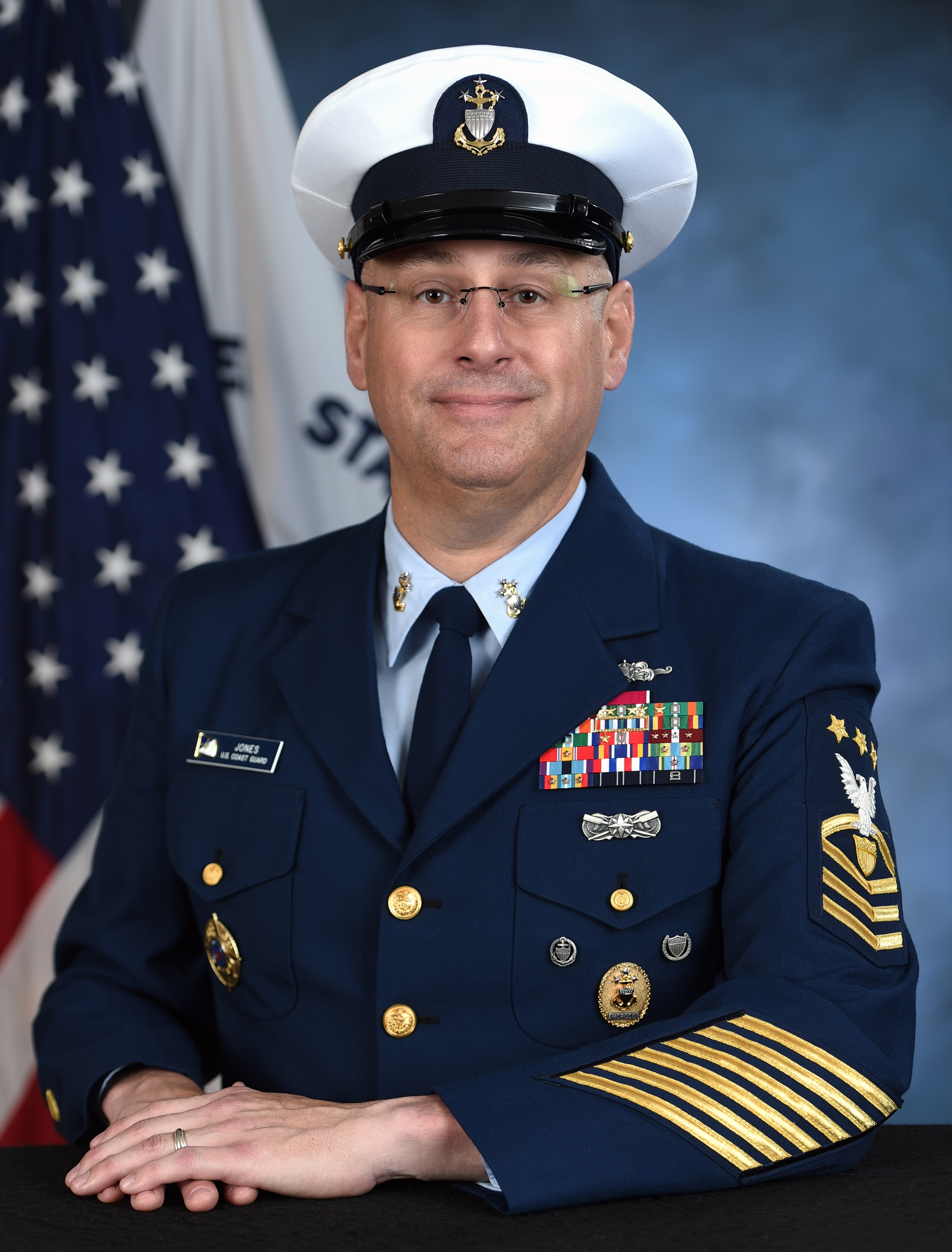
Действующий мастер чиф-петти-офицер Береговой охраны США Хит Б. Джонс

Мастер чиф-петти офицер Береговой охраны США (англ. Master Chief Petty Officer of the Coast Guard) (MCPOCG) — наивысшее воинское звание петти-офицеров Береговой охраны США
В Береговой охране США это звание относится к девятой ступени военной иерархии (E-9).  В других родах войск Вооружённых сил США соответствует следующим воинским званиям:
- ВМС США — Мастер чиф-петти-офицер ВМС США;
- Корпус морской пехоты США — Сержант-майор корпуса морской пехоты США;
- Армия США — Сержант-майор Сухопутных войск;
- ВВС США — Главный Мастер-сержант ВВС.